# Ivan Vuković
Ivan Vuković (ur. 9 lutego 1987 w Titogradzie) – czarnogórski piłkarz występujący na pozycji napastnika.